# Edson Oczachoque
Edson Milton Oczachoque Gerónimo (Santiago de Huari, Bolivia) es un político boliviano. Fue el Gobernador interino del Departamento de Oruro desde el 31 de mayo de 2020 hasta el 3 de mayo de 2021.

## Biografía
Edson Oczachoque nació en la localidad de Santiago de Huari. Participó como candidato al cargo de asambleísta departamental representante de la Provincia de Sebastian Pagador en las elecciones subnacionales de 2015, logrando salir elegido en el cargo. Durante su etapa como asambleísta departamental,llegó a ser elegido Presidente de la Asamblea Legislativa Departamental de Oruro (ALDO) el año 2020.

### Gobernador Interino de Oruro (2020-2021)
El 31 de mayo de 2020, la Asamblea Departamental eligió a Edson Oczachoque como el nuevo gobernador de Oruro con 19 votos a favor de un total de 31 votos, en reemplazo de Zenón Pizarro.